# أرز دبق
الأرز الدبق ويسمى أيضا: الأرز المسلوق أو الأرز الحلو أو الأرز الشمعي أو الأرز موتشي (بالإنجليزية: Glutinous rice)‏. هو نوع من الأرز يزرع بشكل أساسي في جنوب شرق آسيا والمناطق الشمالية الشرقية من الهند، ويكون لزج بشكل خاص عند طهيه. ويسمى بالأرز الدبق لأن يشبه الغراء عند طهيه، والدبق هو غراء لزج ينشر على قضبان دقاق يصاد به الطير والذباب ونحوهما. لا ينبغي الخلط بينه وبين أصناف أخرى من الأرز الآسيوي، والتي تصبح لزجة درجة ما عند طهيها.
يطلق عليه (باللاتينية: glūtinōsus)‏ بمعنى أنه شبيه بالغراء أو لزج ، وليس بمعنى احتوائه على الغلوتين (وهو لا يحتوي عليه). على الرغم من أنه يطلق عليه غالبًا الأرز اللزج، إلا أنه يختلف عن السلالات غير اللزجة من أرز الجابونيكا التي تصبح أيضًا لزجة إلى حد ما عند طهيها. هناك العديد من أصناف من الأرز الدبق، والتي تشمل تفرضه اليابان، مؤشر على وتفرضه اليابان الاستوائية السلالات.

## تاريخ
في الصين ، يُزرع الأرز الدبق منذ 2000 عام على الأقل. ومع ذلك ، يعتقد الباحثون أن توزيع الأرز اللزج يبدو أنه قد تأثر ثقافيًا ومرتبطًا ارتباطًا وثيقًا بالهجرة المبكرة نحو الجنوب وتوزيع مجموعات تاي العرقية ، ولا سيما لاو على طول حوض نهر ميكونغ الذي نشأ من جنوب الصين.
على امتداد منطقة ميكونغ الكبرى دون الإقليمية ، ظل سكان لاو يزرعون الأرز الدبق منذ ما يقرب من 4000 إلى 6000 عام. الأرز الدبق هو الطبق الوطني في لاوس . في لاوس ، وهي دولة صغيرة غير ساحلية يبلغ عدد سكانها حوالي 6 ملايين نسمة، يعتبر نصيب الفرد من استهلاك الأرز اللزج هو الأعلى على وجه الأرض حيث يبلغ 171 كجم أو 377 رطلاً في السنة. الأرز اللزج متأصل بعمق في الثقافة والتقاليد الدينية والهوية الوطنية في لاوس. يقال إن الأرز اللزج أو اللزج يلصق مجتمعهم وبلدهم معًا. غالبًا ما يعرّف سكان لاو أنفسهم على أنهم «أطفال الأرز اللزج»  وإذا لم يأكلوا الأرز اللزج، فلن يكونوا لاو.

## الزراعة
يزرع الأرز الدبق في لاوس وتايلاند وكمبوديا وفيتنام وماليزيا وإندونيسيا وميانمار ونيبال وبوتان وشمال شرق الهند والصين واليابان وكوريا وتايوان والفلبين. يقدر أن 85٪ من إنتاج أرز لاو من هذا النوع. تم تسجيل الأرز في المنطقة منذ 1100 عام على الأقل.
وصف المعهد الدولي لبحوث الأرز (IRRI) لاوس بأنها «جنة هواة جمع الأرز». تتمتع لاوس بأعلى درجات التنوع البيولوجي للأرز اللزج في العالم. اعتبارًا من عام 2013، تم جمع ما يقرب من 6530 نوعًا من الأرز الدبق من خمس قارات (آسيا وأمريكا الجنوبية وأمريكا الشمالية وأوروبا وأفريقيا) حيث يُزرع الأرز الدبق لحفظه في بنك الأرز الدولي (IRGC). قام جامع مُدرب على IRRI بتجميع أكثر من 13500 عينة و3200 صنف من لاوس.
كانت أصناف الأرز المحسنة (من حيث الغلة) التي تم تبنيها في جميع أنحاء آسيا خلال الثورة الخضراء غير لزجة، ورفضها مزارعو لاو لصالح أصنافهم اللزجة التقليدية. بمرور الوقت، أصبحت السلالات عالية الغلة من الأرز الدبق متاحة من برنامج لاو الوطني لبحوث الأرز. بحلول عام 1999، كان أكثر من 70 ٪ من المنطقة على طول وادي نهر ميكونغ من هذه السلالات الأحدث.

## التركيب
يتميز الأرز اللزج عن الأنواع الأخرى من الأرز بعدم احتوائه (أو وجود كميات ضئيلة منه) على الأميلوز، وكميات عالية من الأميلوبكتين (مكونا النشا). الأميلوبكتين مسؤول عن جودة الأرز اللزج. تم إرجاع الاختلاف إلى طفرة واحدة تم اختيارها من قبل المزارعين.
مثل جميع أنواع الأرز، الأرز الدبق لا يحتوي الغذائية الغلوتين (أي لا يحتوي على غلوتينين وغليادين )، ويجب أن تكون آمنة ل الوجبات الغذائية الخالية من الغلوتين.
يمكن استخدام الأرز اللزج إما مطحونًا أو غير مطحون (أي، مع إزالة النخالة أو عدم إزالتها). الأرز اللزج المطحون أبيض وغير شفاف بالكامل (على عكس أصناف الأرز غير اللزج ، والتي تكون شفافة إلى حد ما عندما تكون نيئة)، في حين أن النخالة يمكن أن تعطي الأرز اللزج غير المطحون لونه أرجواني أو أسود. الأرز الدبق الأسود والأرجواني سلالات مميزة من الأرز الأبيض الدبق. في آسيا النامية، هناك القليل من اللوائح التنظيمية، وقد أصدرت بعض الحكومات تحذيرات حول الأصباغ السامة التي يتم إضافتها إلى الأرز المغشوش بالألوان. يمكن طهي كل من الأرز اللزج الأسود والأبيض كحبوب منفصلة ، أو طحنها إلى دقيق وطهيها كعجينة أو هلام.

## الاستخدم في الأطعمة
يستخدم الأرز اللزج في العديد من الوصفات في جميع أنحاء جنوب شرق وشرق آسيا.

### بنغلاديش
في بنغلاديش وخاصة في منطقة شيتاغونغ (منطقتي كوكس بازار وسيلهيت)، يحظى الأرز اللزج المسمى بيني دان (الأرز اللزج غير المغسول) بشعبية كبيرة. يزرع كلا النوعين الأبيض والوردي في العديد من المزارع المنزلية. يُطلق على الأرز اللزج المقشور اسم (chal) في بعض اللهجات. يُطلق على طبق البيني المغلي أو المطبوخ على البخار اسم بيني بهات. يُقدم بيني بهات وجبة إفطار شهيرة، يُقدم مع كاري السمك أو اللحم وجوز الهند المبشور. في بعض الأحيان يتم تناوله مع القليل من السكر والملح وجوز الهند وحده. يستخدم بن دهان أيضا إلى جعل خوي (الفشار مثل الأرز ينفخ) وشيدا (لعض الأرز المقشور).
العديد من العناصر الحلوة الأخرى المصنوعة من البيني تشويل تحظى بشعبية أيضًا:
طعام شهي آخر هو باتيشابتا بيتا المصنوع من البيني كوول . يتم رش البيني شويل المطحون فوق مقلاة ساخنة ومزيج من جوز الهند المبشور والسكر ومسحوق الحليب ؛ ثم يرش عليها السمن وتدحرج. الزلابية المصنوعة من البيني تشويل المقلية المسحوقة تسمى لارو. يُقلى البيني تشويل الأول ويطحن إلى دقيق. يخلط هذا الطحين مع السكر أو السكر البني والسمن أو الزبدة ويصنع على شكل كرات صغيرة أو زلابية.
نوع واحد من العصيدة أو الخير المصنوع من البيني تشويل يسمى موده بهات. يصبح هذا المودو بهات حلوًا بشكل طبيعي دون خلط أي سكر. إنه أحد الأطباق الشهية للسكان المحليين. لتحضير مودو بهات، قم أولاً بإعداد بعض الأرز العادي أو الأرز (dhan) للإنبات عن طريق نقعه في الماء لبضعة أيام. بعد الخروج من القليل من البرعم، جفف الأرز والقشر واطحن الأرز المقشر المسمى جالا تشويل إلى دقيق. طعمه حلو. يخلط هذا الطحين الحلو مع البيني بات الدافئ المغلي أو المطهو على البخار ثم تخمير الخليط طوال الليل ينتج عنه مودو بهات . يؤكل إما بمفرده أو مع الحليب أو الجاغري أو جوز الهند المبشور.

### كمبوديا

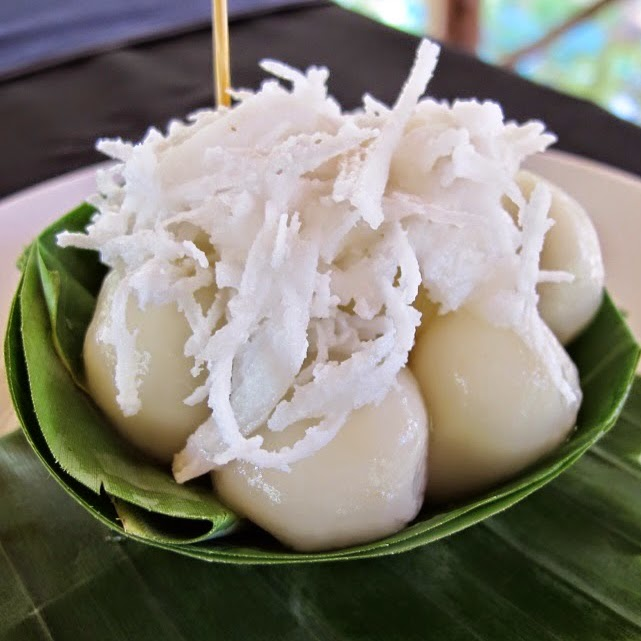
نومبلي، زلابية مصنوعة من الأرز الدبق وسكر النخيل وجوز الهند

في المطبخ الكمبودي، يُستخدم الأرز الدبق حصريًا للحلويات  وهو مكون أساسي لمعظم الأطباق الحلوة، مثل أنسوم تشيك، وكرالان، ونوم بلي أيي.

### الصين
غالبًا ما يتم طحن الأرز الدبق لصنع دقيق الأرز اللزج. يرصد هذا الطحين في نيان غاو وفطائر حلوة مليئة تانجيوان، وكلاهما تؤكل عادة في السنة الصينية الجديدة. كما أنها تستخدم كمكثف ولخبز.
يستخدم كل من الأرز اللزج أو دقيق الأرز اللزج في العديد من منتجات المخابز الصينية وفي العديد من أنواع الديم سام. إنهم ينتجون عجينة مرنة ومرنة، يمكن أن تأخذ نكهات أي مكونات أخرى تضاف إليها. يتكون الطهي عادة من التبخير أو الغليان، وفي بعض الأحيان يتبعه القلي أو القلي العميق.
يؤكل الأرز اللزج الحلو مع عجينة الفاصوليا الحمراء.
- زلابية أرز دبق، بدون تغليف ورق الخيزران
- حلوى كرات الأرز اللزجة المحشوة بالسمسم paste
- كرات الأرز الدبق المقلية
- شرائح مقلية من كعكة شنغهاي نيان
- فطيرة الأرز الدبق الصيني أو "صيني"
- طبق باو

### الفيلبين
في الفلبين، يُعرف الأرز الدبق باسم malagkit في التاجالوجية من بين أسماء أخرى. كلاهما يعني «لزجة». الطريقة الأكثر شيوعًا لتحضير الأرز اللزج في الفلبين هي نقع الأرز الدبق غير المطبوخ في الماء أو حليب جوز الهند (عادةً بين عشية وضحاها) ثم طحنه إلى عجينة سميكة (عادةً باستخدام المطاحن الحجرية). ينتج عن هذا عجين أرز لزج غني وسلس يُعرف باسم جالابونج، وهو الأساس للعديد من كعكات الأرز في الفلبين. ومع ذلك ، في طرق التحضير الحديثة، يُصنع الجالابونج أحيانًا مباشرة من دقيق الأرز اللزج الجاف (أو من دقيق الأرز الياباني التجاري)، مع نتائج ذات جودة رديئة.
كان يُسمح تقليديًا لـ جالابونج أن يتخمر، وهو ما لا يزال مطلوبًا لأطباق معينة. وهناك كمية صغيرة من ثقافة المبتدئين من الكائنات الحية الدقيقة (تاباي) أو نبيذ النخيل (طوبا) ويمكن إضافة تقليديا الأرز نقعه لتسريع التخمير. يمكن استبدالها بالخميرة أو صودا الخبز في الإصدارات الحديثة. ويمكن أيضا أن يعامل إصدارات أخرى من جالابونج مع رماد الخشب.
وبصرف النظر عن العديد من أصناف الأرز الدبق الأبيض والأحمر، الأكثر استخداما الدبق الأرز أصناف الإرث في الفلبين هي تابول الأرز، وهو أبيض حليبي اللون، و بيروروتونج الأرز، والتي تتراوح في اللون من الأسود إلى اللون الأرجواني إلى البني المحمر. ومع ذلك ، فإن كلا الصنفين غالي الثمن ويصبحان نادرًا بشكل متزايد، وبالتالي فإن بعض الوصفات الفلبينية في الوقت الحاضر تستبدلها بالأرز اللزج العادي المصبوغ أو غرس اليام الأرجواني لتحقيق نفس اللون.
- كعك الأرز المطهو على البخار من بوتو المصنوع من جالابونج المخمر
- بيبينجكا مصنوع من الجالبونج المخبوز مع حليب جوز الهند
- كعك أرز كوتشينتاجلوتينوس
- كعك أرز بوتو بومبونج مطهو بالبخار مصنوع من أرز دبق بنفسجي ، مطهو على البخار في أنابيب من الخيزران
- جيناتانغ ميس (عصيدة الأرز) مع حليب جوز الهند والذرة الحلوة
- أروز كالدو لوغو اللذيذ مع الدجاج والزنجبيل والثوم المحمص والبصل الأخضر والقرطم
- حلوى شامبوراد أوجاو مصنوعة من الأرز الدبق والشوكولاتة
- بوتو باندان هو نوع من البوتو الممزوج بأوراق الباندان، مما يجعله أخضر فاتح
- نوع سومان سا إبوسا من الأرز الدبق السمان المطهو على الطريقة الإنسانية المعبأ في أوراق  تاجباك
- موتشي فود أرز دبق مسلوق محشو بمعجون الفول
- سابين سابين حلوى ملونة مصنوعة من طبقات متعددة من الأرز اللزج، لكل منها نكهة وملمس مختلفان
- البيناكوفو هو نوع من أنواع جوز الهند المصنوع من الأرز الدبق
- محضر من الأرز الدبق المطبوخ في أكياس من أوراق جوز الهند المنسوجة
- بوتو مايا مصنوع من أرز بيروروتونج

### إندونيسيا
يُعرف الأرز اللزج باسم beras ketan أو ببساطة ketan في جاوة ومعظم إندونيسيا، وPulut في سومطرة . يستخدم على نطاق واسع كمكون لمجموعة متنوعة من الوجبات الخفيفة الحلوة والمالحة أو المخمرة. يستخدم الأرز اللزج إما كحبوب مقشر أو مطحون في الدقيق. عادة ما يتم مزجه مع سانتان، وهذا يعني حليب جوز الهند في اللغة الإندونيسية، مع القليل من الملح لإضافة بعض الذوق. نادرا ما يؤكل الأرز الدبق كعنصر أساسي. أحد الأمثلة على ذلك هو الليمون، وهو الأرز الدبق وحليب جوز الهند المطبوخ في جذع الخيزران المبطن بأوراق الموز. يستخدم الأرز اللزج أحيانًا في مزيج مع الأرز العادي في أطباق الأرز مثل ناسي تومبنج أو ناسي تيم. يستخدم على نطاق واسع خلال مواسم ليباران كطعام تقليدي. كما أنها تستخدم في إنتاج المشروبات الكحولية مثل لاقبي.

### اليابان
- تحضير "موتشي" في اليابان
- أرز أوكوا اللزج اللزج مع جميع أنواع الخضار أو اللحوم على البخار
- دانجو واغاشي عادي يقدم مع صلصة الصويا

في اليابان ، يُعرف الأرز اللزج باسم موتشيغومي (باليابانية: もち米). يتم استخدامه في الأطباق التقليدية مثل سيكيهان المعروف بالأرز الأحمر، أوكوا، وأوهاغي. يمكن أيضًا طحنها إلى دقيق أرز، يستخدم في صنع موتشي التي تُعرف باسم كعك الأرز الحلو لغير اليابانيين،موتشي كعكة أرز تقليدية تم إعدادها للعام الياباني الجديد ولكن يتم تناولها أيضًا في العام -مستدير. انظر أيضًا الأرز الياباني.

### لاوس

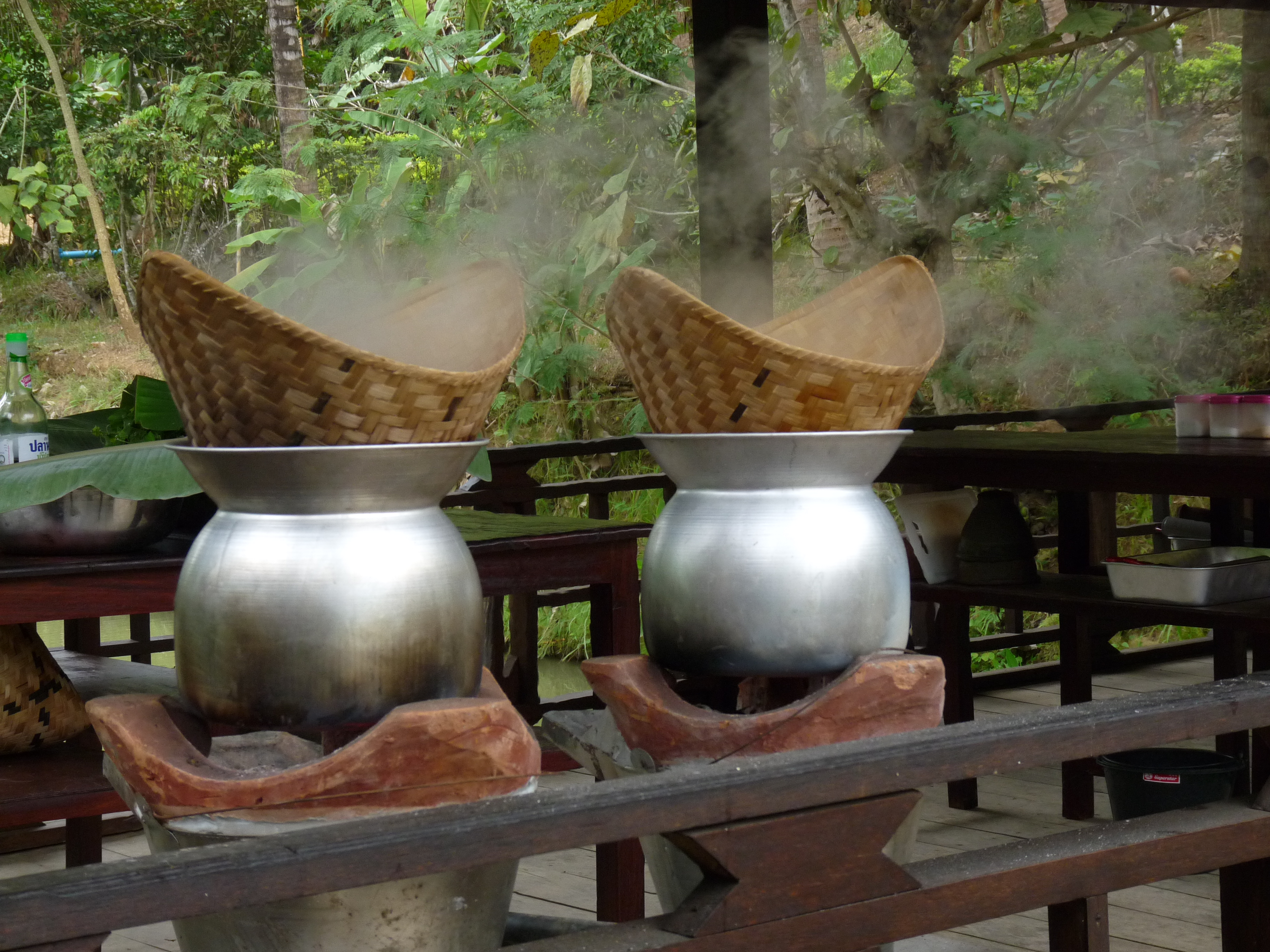
تبخير الأرز اللزج في سلال تقليدية أو هوات

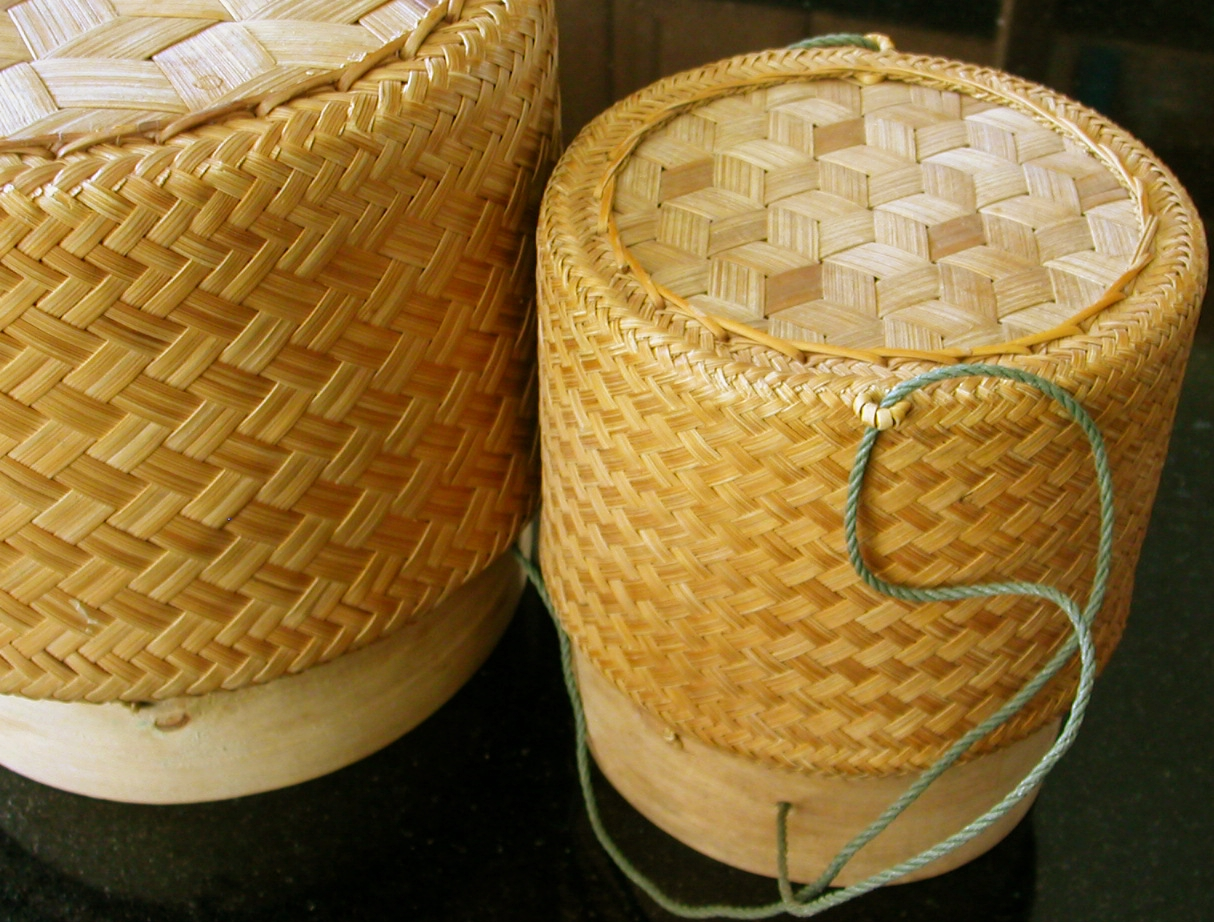
سلة أرز لاو أو ثيب خاو

الأرز اللزج هو الأرز الرئيسي الذي يتم تناوله في لاوس (انظر مطبخ لاو )، يأكل اللاو أرزًا لزجًا أكثر من أي شخص آخر في العالم. يعتبر الأرز اللزج جوهر ما يعنيه أن تكون لاو. لقد قيل أنه بغض النظر عن مكان وجودهم في العالم، سيكون الأرز اللزج دائمًا هو الغراء الذي يربط مجتمعات لاو معًا ، ويربطهم بثقافتهم وبلاوس. غالبًا ما يشير اللاويون إلى أنفسهم باسم لوك خاو نياو، والذي يمكن ترجمته على أنه «أطفال الأرز اللزج». يُعرف الأرز اللزج باسم خاو نياو خاو يعني الأرز ، ونياو تعني لزجًا. يتم طهيه عن طريق النقع لعدة ساعات ثم تبخيره في سلة من الخيزران أو هوات. بعد ذلك ، يجب قلبه على سطح نظيف وعجنه بمجداف خشبي لتحرير البخار ؛ ينتج عن ذلك كرات أرز تلتصق بنفسها ولكن ليس بالأصابع. تُحفظ كرة الأرز الكبيرة في سلة صغيرة مصنوعة من الخيزران أو ثيب خاو. الأرز لزج ولكنه جاف، وليس رطبًا وعلكيًا مثل الأصناف غير اللزجة. يستهلك اللاوسيون الأرز الدبق كجزء من نظامهم الغذائي الرئيسي ؛ يستخدمون أيضًا الأرز الدبق المحمص خاو خوا لإضافة نكهة شبيهة بالجوز إلى العديد من الأطباق. وجبة لاو الشعبية هو مزيج من الدجاج المشوي بينغ غاي سلطة البابايا الخضراء طبق المعروفة باسم تام ماك هونج والأرز المسلوق (خاونيو).
- خاو لام يُمزج الأرز اللزج مع حليب جوز الهند أو الفاصوليا الحمراء أو السوداء أو القلقاس ويُحشى في أنبوب من الخيزران. يتم تحميص الأنبوب حتى تنضج جميع المكونات وخلطها معًا لإعطاء نكهة عطرية حلوة. يعتبر Khao Lam طعامًا شهيرًا لللاوسيين ويباع في الشوارع.
- نام خاو تم استخدام الأرز اللزج أيضًا لإعداد طبق شهير من لاوس يسمى نام خاو (أو سلطة الأرز اللاوسية المقرمشة). إنه مصنوع من مزيج مقلي من الأرز اللزج وكرات أرز الياسمين ، وقطع من نقانق لحم الخنزير على طريقة لاو تسمى سوم مو والفول السوداني المفروم، وجوز الهند المبشور ، والبصل الأخضر المقطع أو الكراث، والنعناع، والكزبرة، وعصير الليمون، وصلصة السمك، ومكونات أخرى.
- خاو خوا الأرز اللزج يتم تحميصه وسحقه. يعد خاو خوا مكونًا ضروريًا لإعداد طبق لاوسي وطني يسمى لارب ونام توك التي تشتهر بها شعوب لاو العرقية الذين يعيشون في كل من لاوس والمنطقة الشمالية الشرقية من تايلاند تسمى إيسان .
- خاو توم خليط على البخار من خاو نياو مع شرائح الفواكه وحليب جوز الهند ملفوف في أوراق الموز.
- خاو جي فطائر لاو لزجة من الأرز المغطاة بالبيض ، وهي طريقة طبخ لاوس قديمة لشوي الأرز اللزج أو الأرز اللزج على نار مفتوحة.
- سجق لاو سجق لاو مصنوع من لحم خنزير دسم مفروم بخشونة متبل بعشب الليمون ، الخولنجان، أوراق الليمون الكفيري، الكراث، الكزبرة، الفلفل الحار، الثوم، الملح والأرز اللزج.
- أو لام يخنة معتدلة التوابل ومخدرة لللسان مصدرها لوانغ برابانغ، لاوس.
- لاو لاو ويسكي الأرز اللاوسي المنتج في لاوس.

### ماليزيا
في ماليزيا ، يُعرف الأرز اللزج باسم اللب . عادة ما يتم مزجه مع سانتان (حليب جوز الهند) مع القليل من الملح لإضافة بعض الذوق. يستخدم على نطاق واسع خلال مواسم أعياد الرايا كطعام تقليدي يتم مشاركته مع أجزاء معينة من إندونيسيا
- كيلوبيس
- كوشي كويه كوتشي
- لامبان

### ميانمار
الأرز اللزج، يسمى كاو هينين، يحظى بشعبية كبيرة في ميانمار (المعروفة أيضًا باسم بورما).
- نجاتشيك مع البازلاء المسلوقة والسمسم المحمص المملح
- 'كعكات مجففة من الأرز اللزج
- أرز دبق مع جوز الهند المقلي والفول السوداني المحمص والسمسم والزنجبيل
- الطريقة التقليدية لصنع أرز دبق خاص لا تزال تمارس حاليا
- أرز سي هتامين دبق مطبوخ بالزيت مع الكركم ويقدم مع البازلاء المسلوقة والسمسم المسحوق المملح
- "مونت لون يي باو" كرات أرز لزج مليئة جاغري ومغطاة بجوز الهند المبشور  حلوى العام الجديد
- "باونغ دين"  أرز دبق، من أصناف أرجوانية وبيضاء، مطبوخ في أنابيب من الخيزران
- البورمي التوفو والبطاطا المهروسة والفطائر

### شمال شرق الهند
الأرز اللزج المسمى بورا سول هو المكون الأساسي للحلويات الأسامية الأصلية والوجبات الخفيفة ووجبة الإفطار. يستخدم هذا الأرز على نطاق واسع في الحلويات التقليدية في ولاية آسام ، والتي تختلف اختلافًا كبيرًا عن الحلويات التقليدية في الهند ، والتي يعتبر الحليب مكونًا أساسيًا لها.

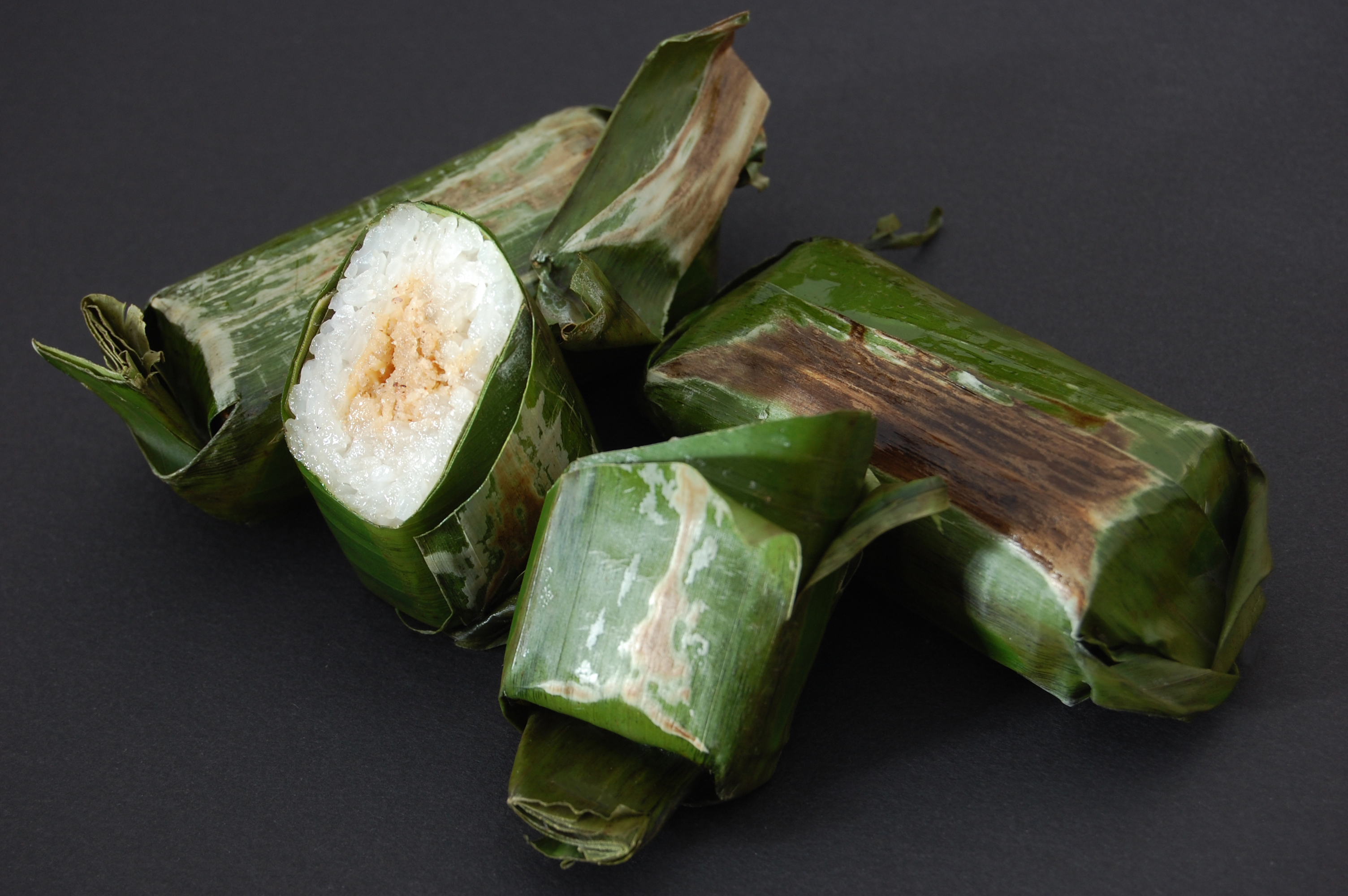
ليمبر ، أرز دبق محشو بالدجاج ملفوف بأوراق الموز
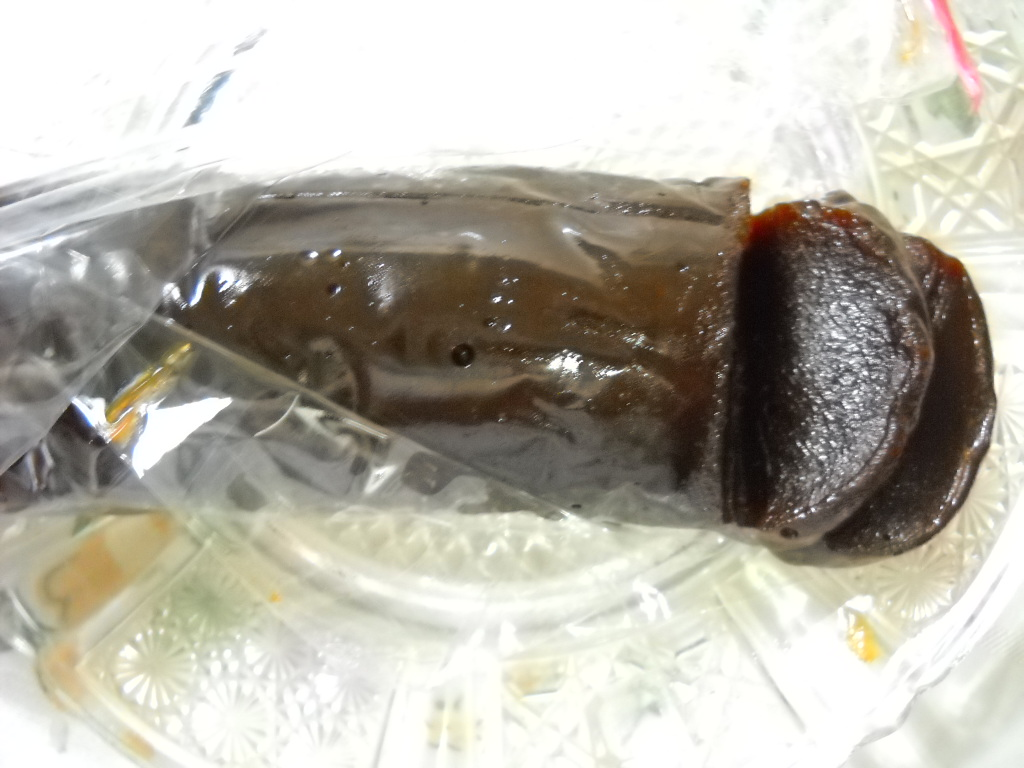
دودول مصنوع من سكر جوز الهند  [لغات أخرى]‏ والأرز الدبق المطحون
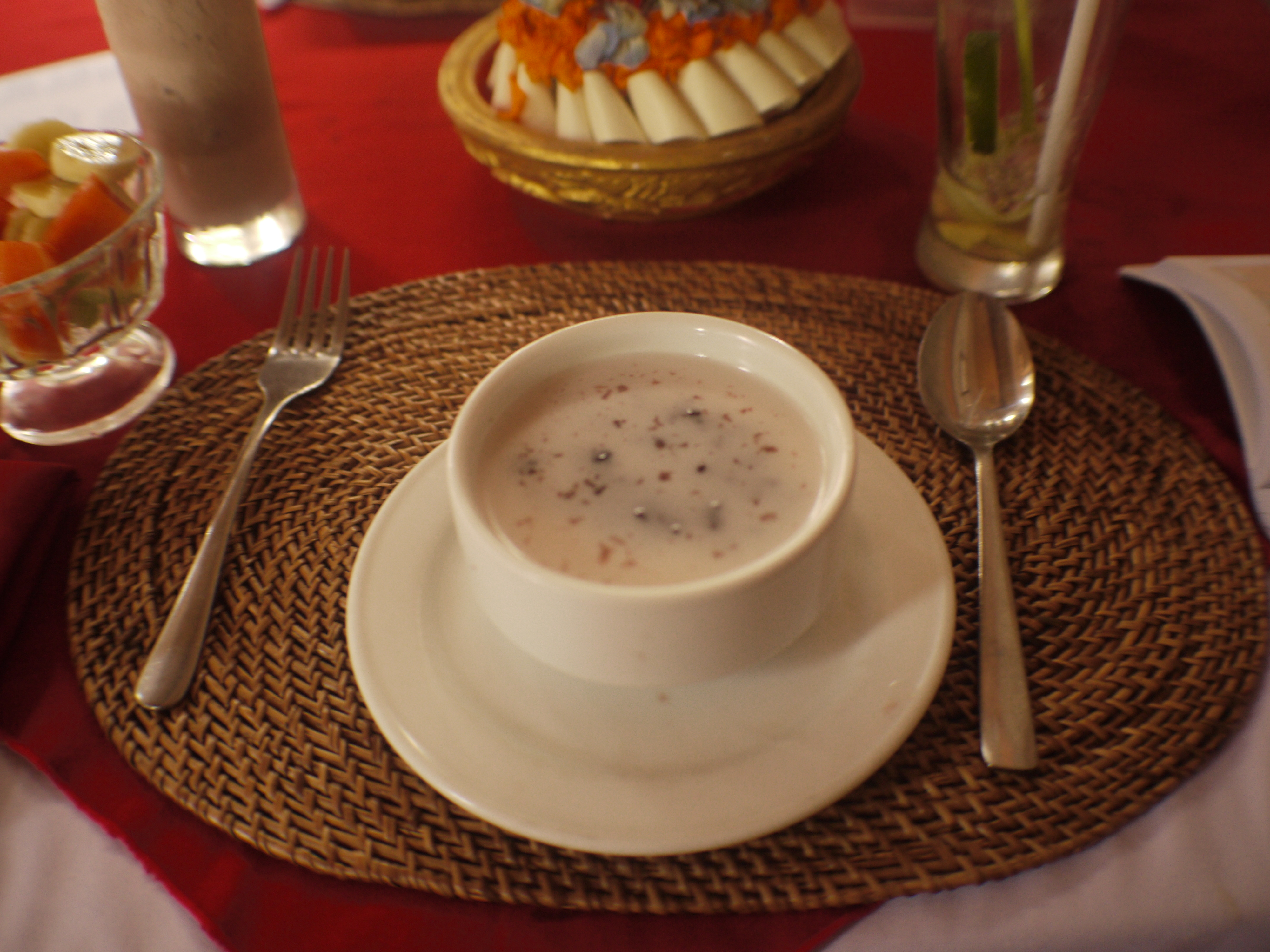
بوبور كيتان هيتام  [لغات أخرى]‏ ، عصيدة أرز أسود مع حليب جوز الهند وسكر النخيل  [لغات أخرى]‏
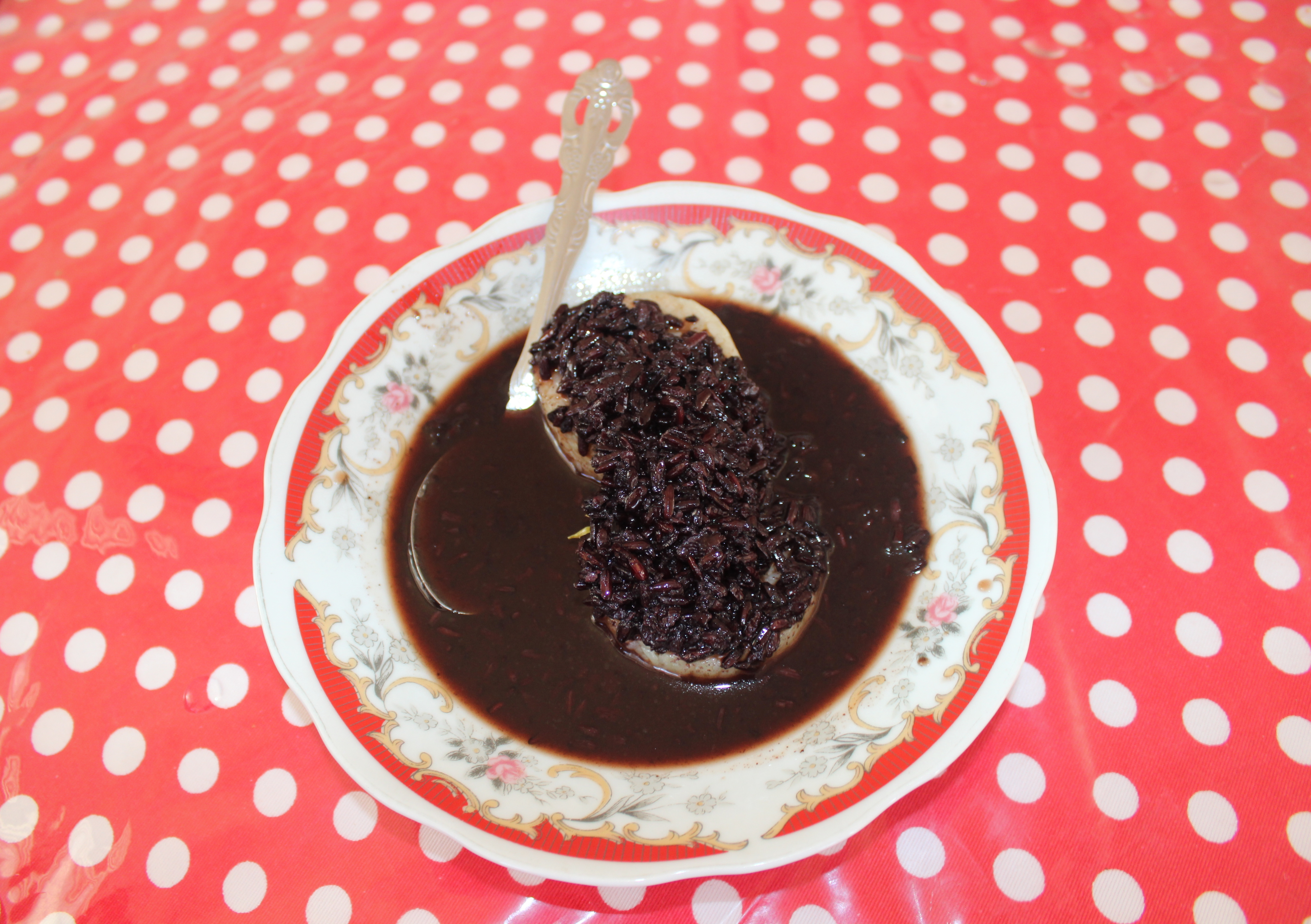
ليمنج مع تاباي مخمر مصنوع من الأرز الأسود الدبق
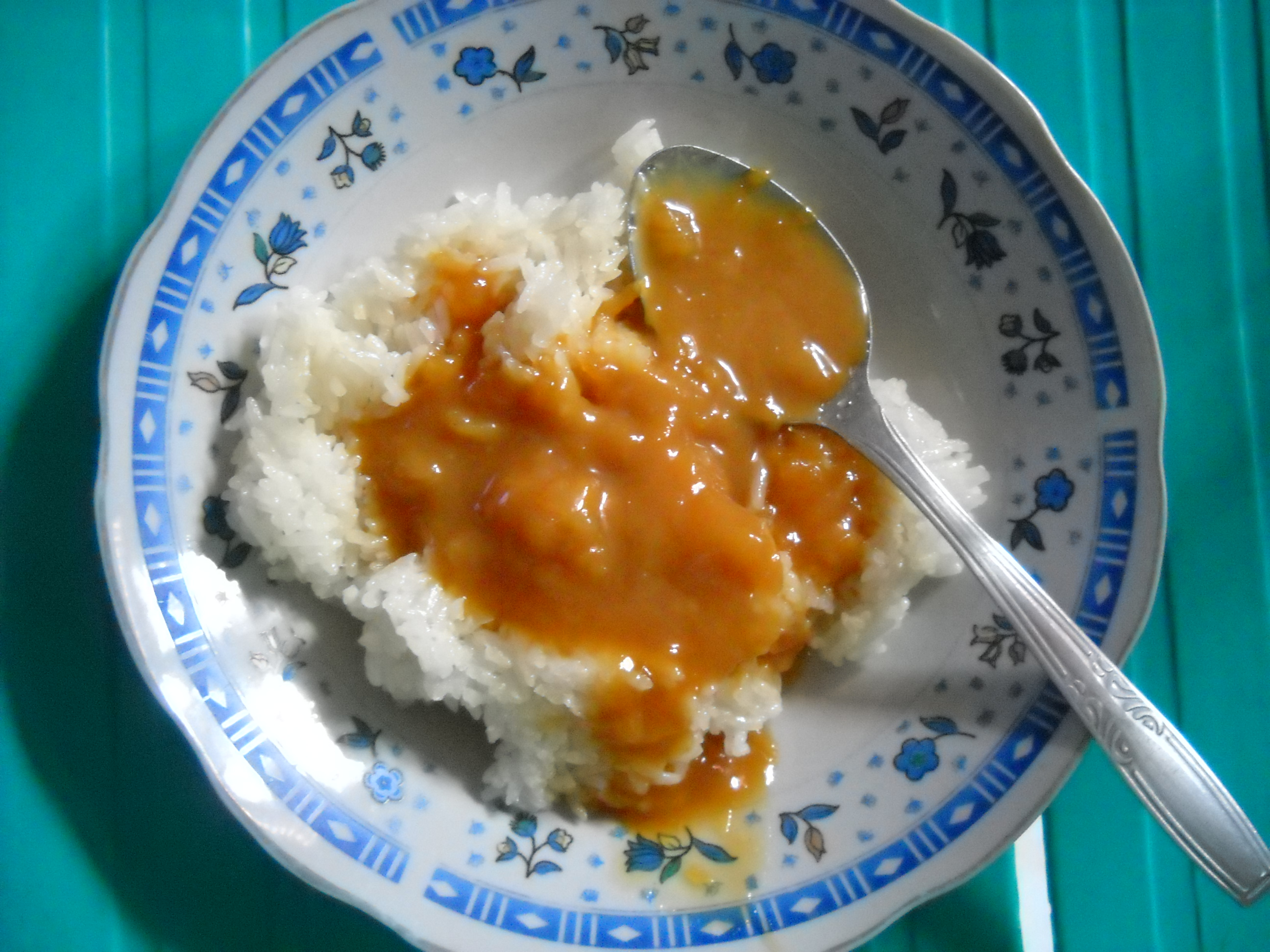
الكيتان تقدم مع صوص الدوريان
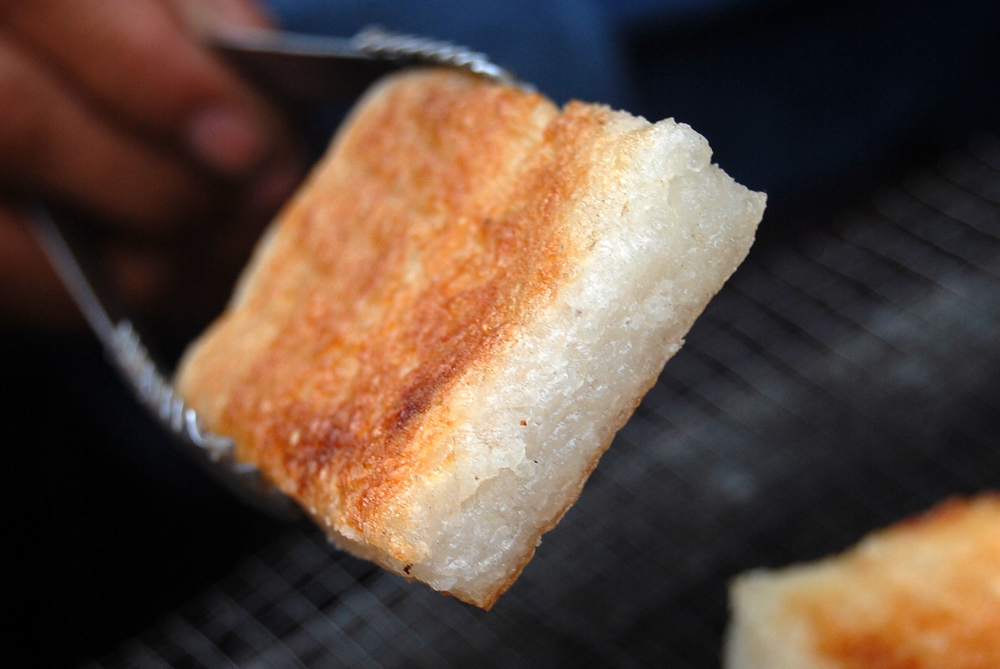
أولي بكار أو مكعبات أرز دبق مشوي
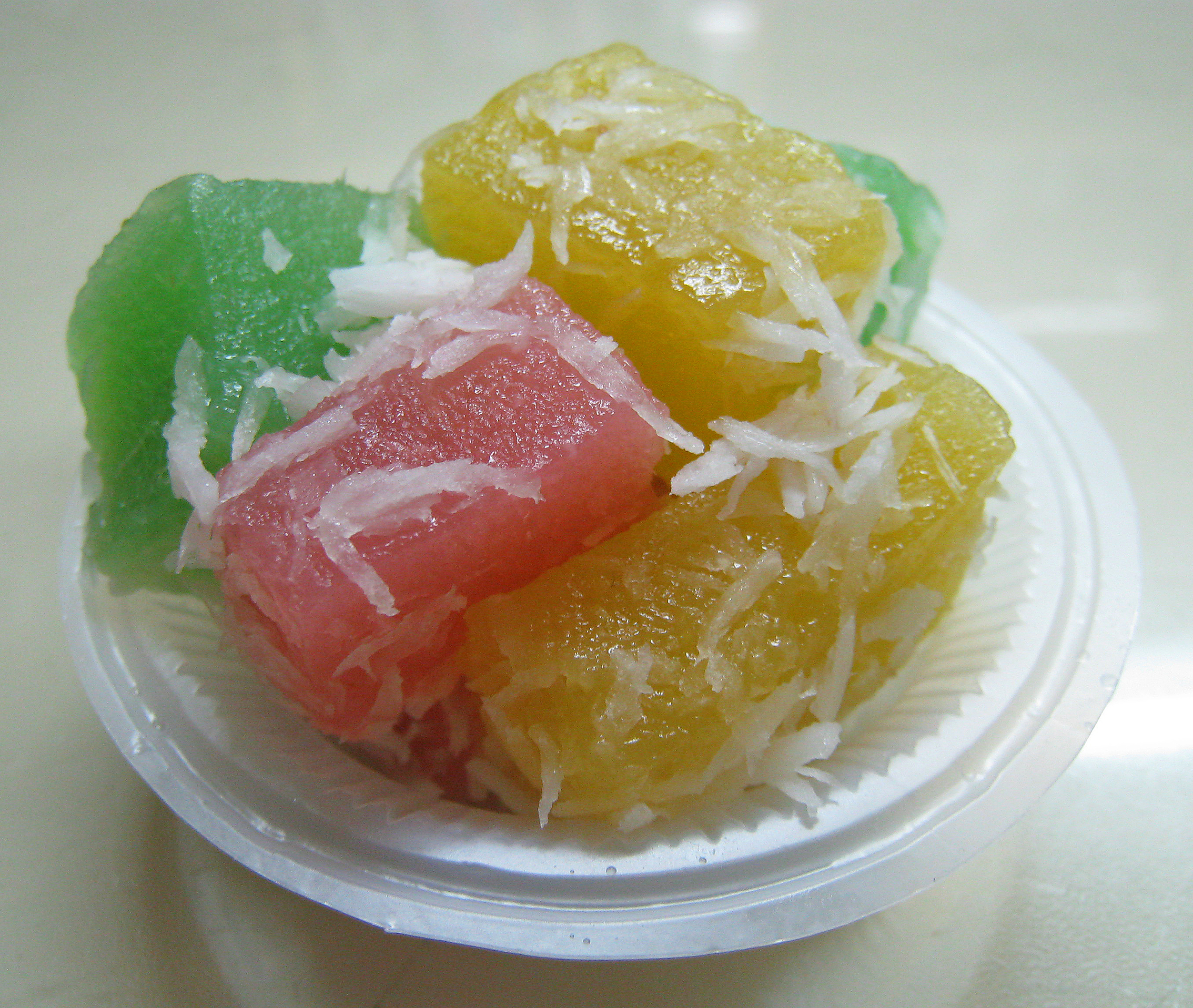
سندل كعكة جاوية مصنوعة من دقيق الأرز اللزج والسكر وجوز الهند المبشور
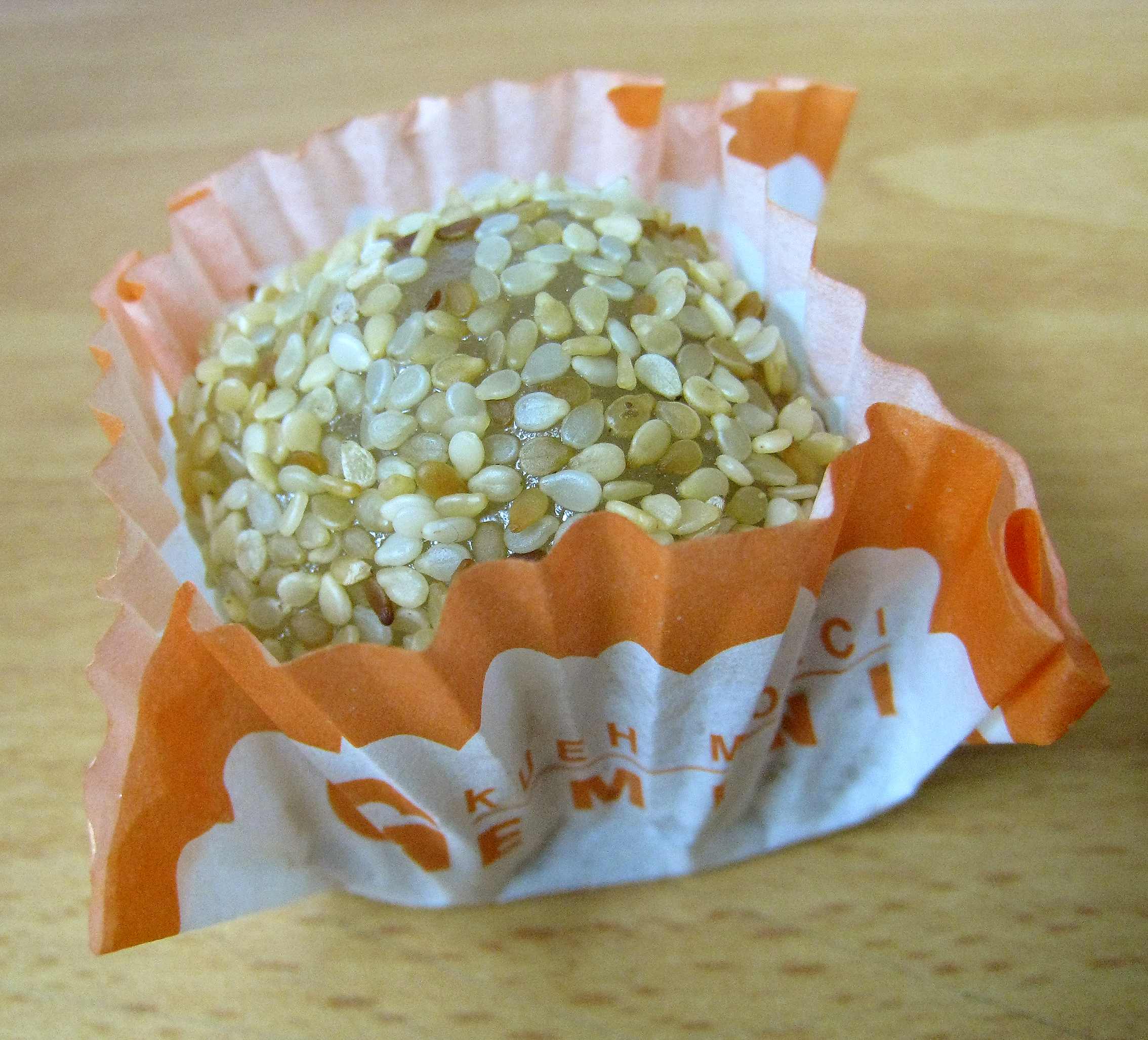
Kue موتشي مشتق من موتشي صيني ياباني ، مصنوع من دقيق الأرز اللزج
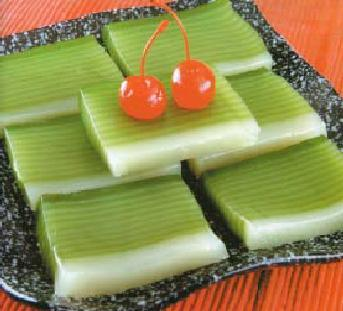
كو اللازورد - كعكة إندونيسية مصنوعة أساسًا من الأرز الدبق
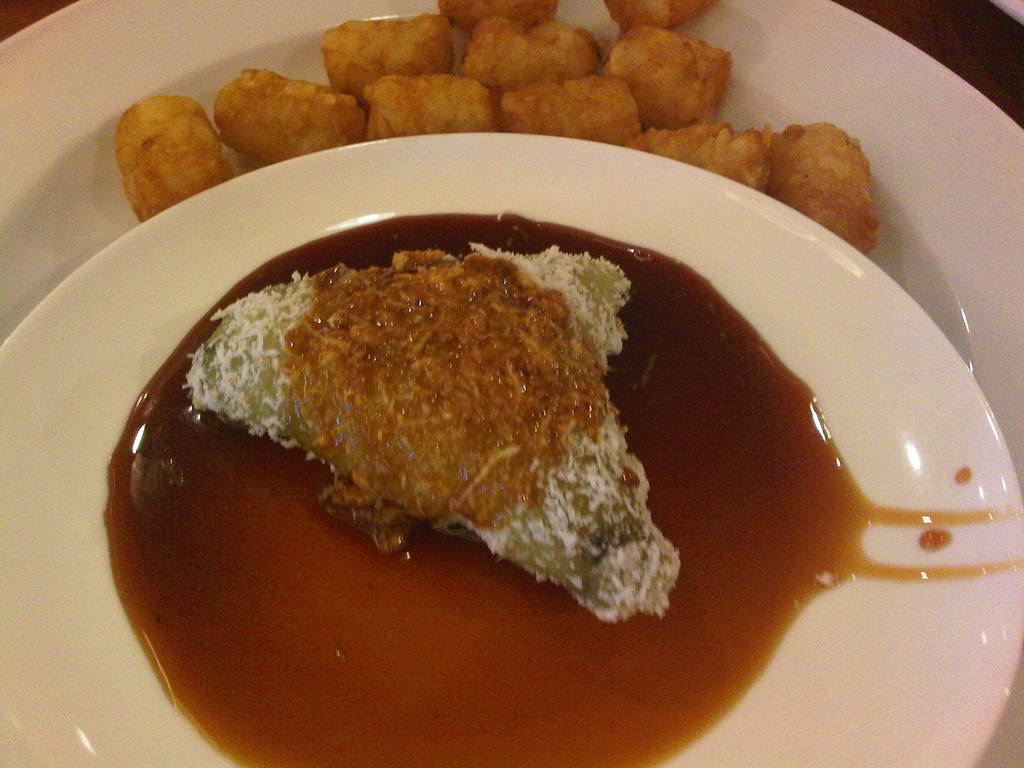
كو لوبيس  [لغات أخرى]‏ - كعكة أرز دبق مع جوز الهند المبشور وسكر النخيل السائل
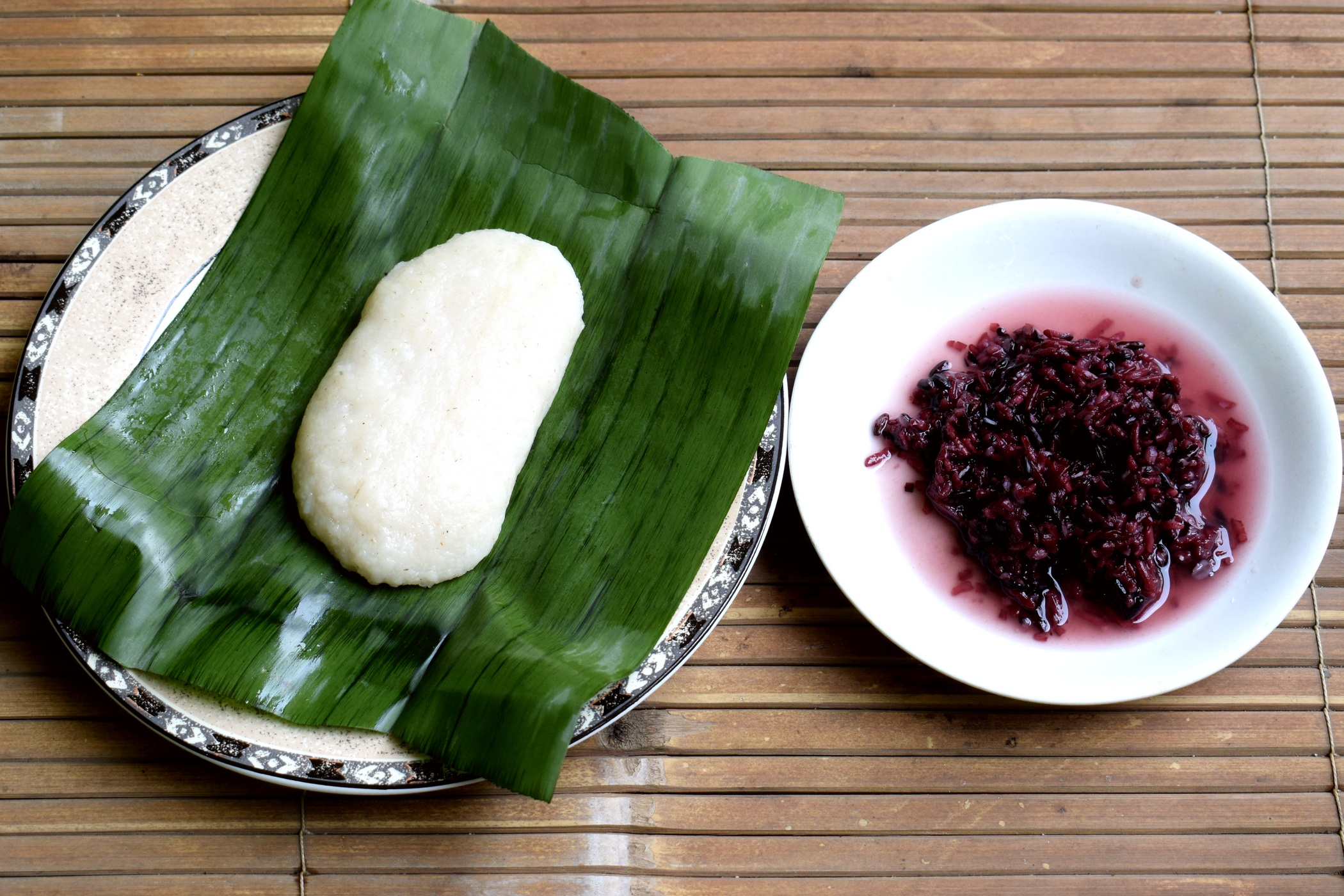
تاباي كيتان (يمين) يقدم مع أولي (أرز دبق مطبوخ بجوز الهند المبشور ومهروس ؛ يسار)

### تايلاند
في تايلاند، يُعرف الأرز الدبق باسم خاو نياو (بالتايلندية: ข้าวเหนียว)‏ في وسط تايلاند وايسان، وكما خاو (بالتايلندية: ข้าวนึ่ง)‏ في شمال تايلاند  يأكل التايلانديون الشماليون شعب لانا والشمال الشرقي التايلاندي تقليديًا الأرز الدبق كغذاء أساسي لهم. يفضل التايلانديون الجنوبيون ووسط تايلاند والتايلانديون الشماليون القادمون من مقاطعة سورين والمناطق المجاورة المتأثرة بشعب الخمير التايلانديين خاو تشاو غير اللاصق. على المائدة بشكل فردي في سلة منسوجة صغيرة
- الأرز الدبق المطهو على البخار هو أحد المكونات الرئيسية في صنع النقانق الخالية من الجلد من لحم الخنزير المخمر المسمى نعيم، والذي يمكن صنعه من لحم الخنزير أو لحم البقر أو لحم جاموس الماء. كما أنه ضروري لعملية التخمير في النقانق التايلاندية الشمالية الشرقية. هذه النقانق الأخيرة مصنوعة، على عكس الأولين، بغلاف السجق.[29][30][31]
- الحلويات والحلويات: يشتهر بين السياح في تايلاند خاو نياو ماموانغ(بالتايلندية: ข้าวเหนียวมะม่วง)‏أرز حلو لزج بجوز الهند مع المانجو ، بينما خاو نياو تات، أرز حلو لزج مع كريمة جوز الهند والفاصوليا السوداء، [32] الأرز اللزج الحلو المغطى بجوز الهند المبشور بالكراميل،[33] خاو نياو كايو، الأرز اللزج المطبوخ في حليب جوز الهند والسكر وخاو توم هوا نجوك، الأرز اللزج المطهو بالبخار مع الموز مع جوز الهند المبشور والسكر، من الحلويات الشعبية التقليدية.[34]
- خاو لام (بالتايلندية: ข้าวหลาม)‏ عبارة عن أرز لزج مع سكر وكريمة جوز الهند مطبوخ في أقسام خيزران مُعدة خصيصًا وبأقطار وأطوال مختلفة. يمكن تحضيره بأصناف من الأرز اللزج الأبيض أو الأرجواني الداكن (سد خاو نياو). في بعض الأحيان يتم إضافة القليل من الفاصوليا أو المكسرات وخلطها. قد تحتوي حاويات خاو لام السميكة على حشوة تشبه الكسترد في الوسط مصنوعة من كريمة جوز الهند والبيض والسكر.
- خاو تشي (بالتايلندية: ข้าวจี่)‏ عبارة عن كعكات من الأرز اللزج بحجم وشكل فطيرة وقشرة مقرمشة. من أجل تحضيرها، يُغطى الأرز اللزج بالملح، وغالبًا ما يكون مغطى بقليل من البيض المخفوق ، ويُشوى على نار الفحم. كانت تُصنع تقليديًا من بقايا الأرز وتُقدم في الصباح الباكر للأطفال ، أو للرهبان العابرين كقربان.[35]
- خاو بونج (بالتايلندية: ข้าวโป่ง)‏ عبارة عن تحضير مقرمش مصنوع من بقايا الأرز الدبق المطهو على البخار والذي يتم سحقه وضغطه في صفائح رقيقة قبل شويه.
- خاو توم مات (بالتايلندية: ข้าวต้มมัด)‏، أرز لزج مطبوخ ممزوج بالموز وملفوف [36] خاو هو، أرز لزج مقولب وملفوف بشكل مخروطي الشكل ، خاو براداب دين، كرايا سات، خاو ثيب هي مستحضرات تعتمد على الأرز الدبق المستخدم كعروض في الأعياد الدينية واحتفالات الاستحقاق أو درء الأرواح الشريرة.
- الأرز اللزج الممزوج بحليب جوز الهند والقلقاس (خاو نياو بينغ فيواك)، الموزأو الفاصوليا السوداء ملفوف بورق الموز ويُشوى ببطء على نار الفحم.[37] يؤكل الأرز الدبق تقليديًا باستخدام اليد اليمنى [38][39]
- خاو خوا (بالتايلندية: ข้าวคั่ว)‏، وهو أرز دبق محمص مطحون ، لا غنى عنه لصنع أطباق شمال شرق تايلاند، أرب، نام توك، ونام شيم تشايو. تسأل بعض الوصفات أيضًا عن خاو خوا في بعض أنواع الكاري التايلاندية الشمالية.[40] يضفي نكهة البندق على الأطباق التي يستخدم فيها.[41]
- اليام نعيم خاو تحوت: هو سلطة مصنوعة من المقلية، بالكاري الأرز انهارت كروكيت ، والنقانق نعيم[42]
- تشين سوم موك هو: طبق خاص من شمال تايلاند مصنوع من جلد الخنزير المشوي والملفوف بأوراق الموز المخمر بالأرز اللزج
- ساي كروك إيسان: نقانق لحم خنزير مشوية ومخمرة، خاصة بشمال شرق تايلاند
- يستخدم الأرز اللزج أيضًا كأساس لتخمير ساتو وهو مشروب كحولي يُعرف أيضًا باسم «نبيذ الأرز التايلاندي».

- علبة أرز دبق في موز إيسان تقليدي
- كين خاو نياو
- "نعيم خلوق" أو "يام نعيم خاو تحوت"
- "خاو توم مات" ، أرز دبق وموز مطهو على البخار باداخل أوراق الموز
- سوم تام (سلطة البابايا)، "خاو نياو" (أرز دبق) وكاي يانغ (دجاج مشوي)
- خاو لام  في قسم من الخيزران
- يم نعيم، سلطة مع نقانق نعيم مصنوعة من لحم الخنزير النيء المخمر مع الأرز الدبق.
- يستخدم التايلانديون الشماليون والشمال الشرقيون كراتيب كحاويات للأرز اللزج
- تشين سوم موك، تخصص شمال تايلاند، لحم خنزير مشوي مخمر مع أرز دبق
- ساي كروك ايسان تخصص شمال شرق تايلاند

### فيتنام
يُطلق على الأرز الدبق باللغة الفيتنامية اسم gạo nếp. عادة ما يتم تقديم الأطباق المصنوعة من الأرز اللزج في فيتنام كحلويات أو أطباق جانبية، ولكن يمكن تقديم بعضها كأطباق رئيسية. هناك مجموعة واسعة من أطباق الأرز الدبق في المطبخ الفيتنامي

## المشروبات
- تشوجيو
- ساتو (نبيذ الأرز)
- أطقم ساتو المشروب المنزلي
- رو نوب
- رو كان

## الاستخدامات غير الغذائية
في البناء ، يعتبر الأرز اللزج أحد مكونات ملاط الأرز اللزج لاستخدامه في البناء. أكدت الاختبارات الكيميائية أن هذا ينطبق على سور الصين العظيم وأسوار مدينة شيان. في ولاية آسام أيضًا، تم استخدام هذا الأرز لبناء القصور في عهد اهوم .
يمكن أيضًا استخدام نشا الأرز اللزج لصنع معجون القمح، وهو مادة لاصقة.

## طريقة الطهي

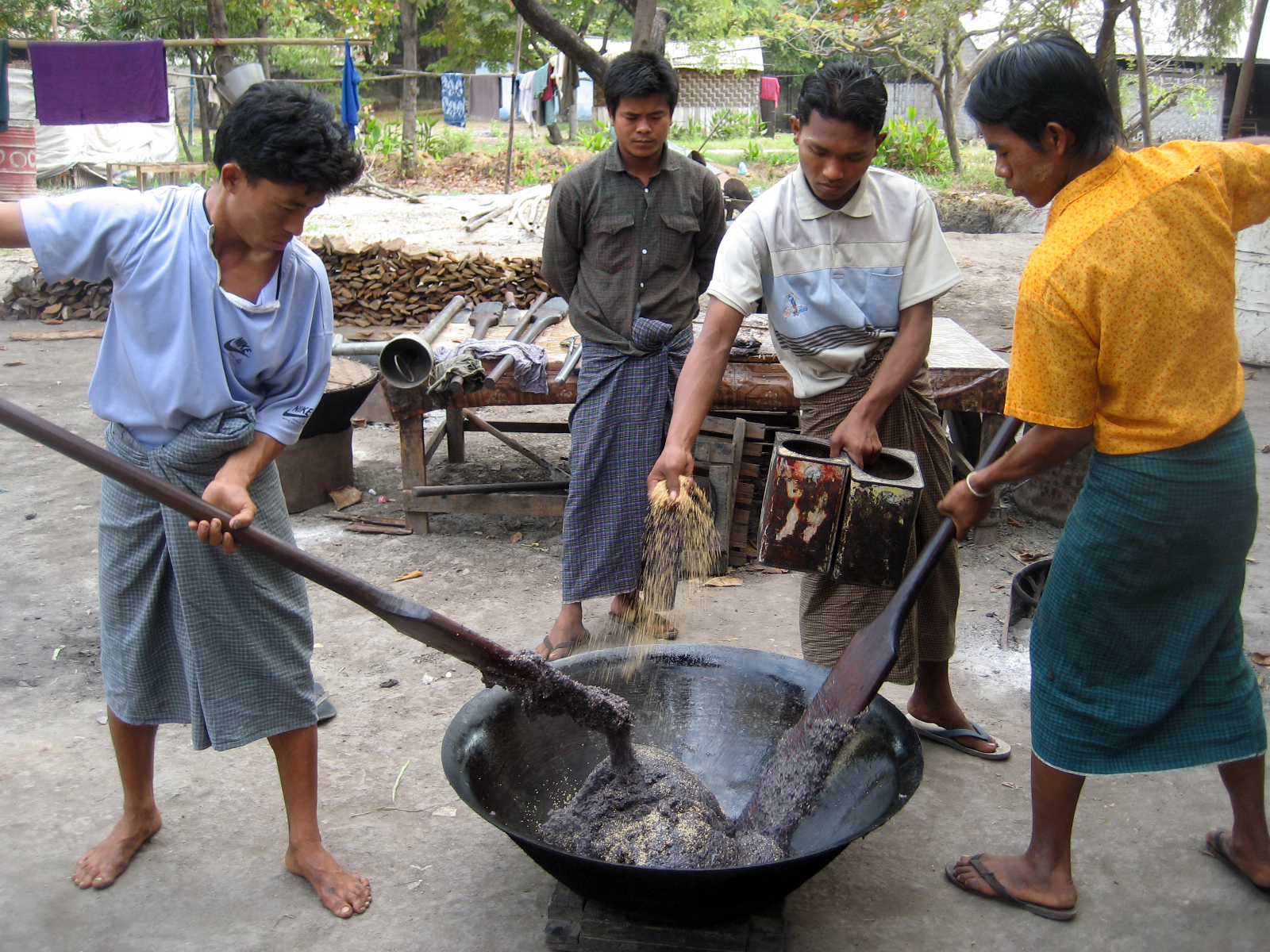
الطريقة التقليدية لصنع الأرز الدبق موجودة حتى الآن
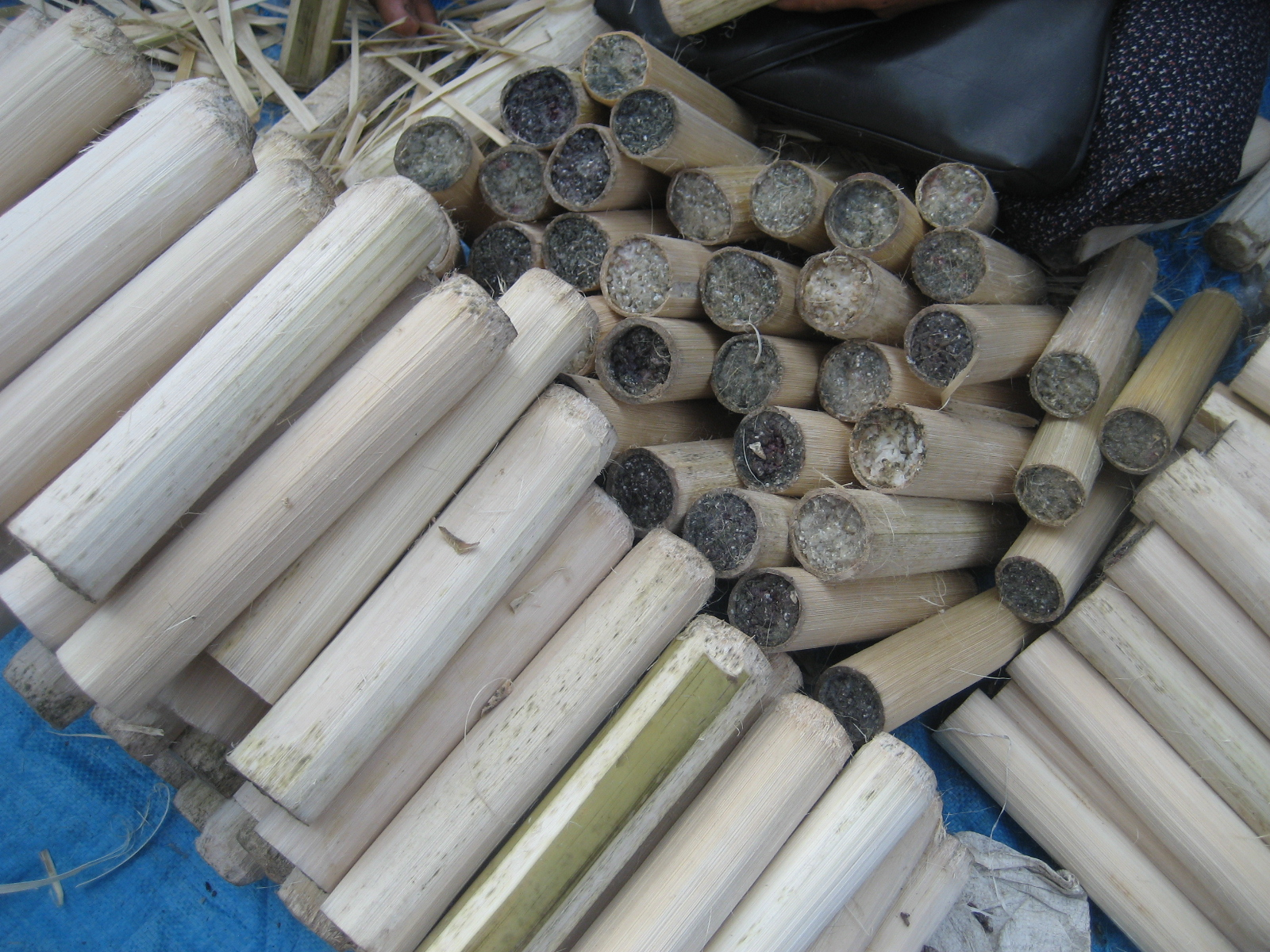
الأرز الدبق يوضع في خشب أشجار البامبو ليتم طهوه

## مأكولات مصنوعة من الأرز الدبق

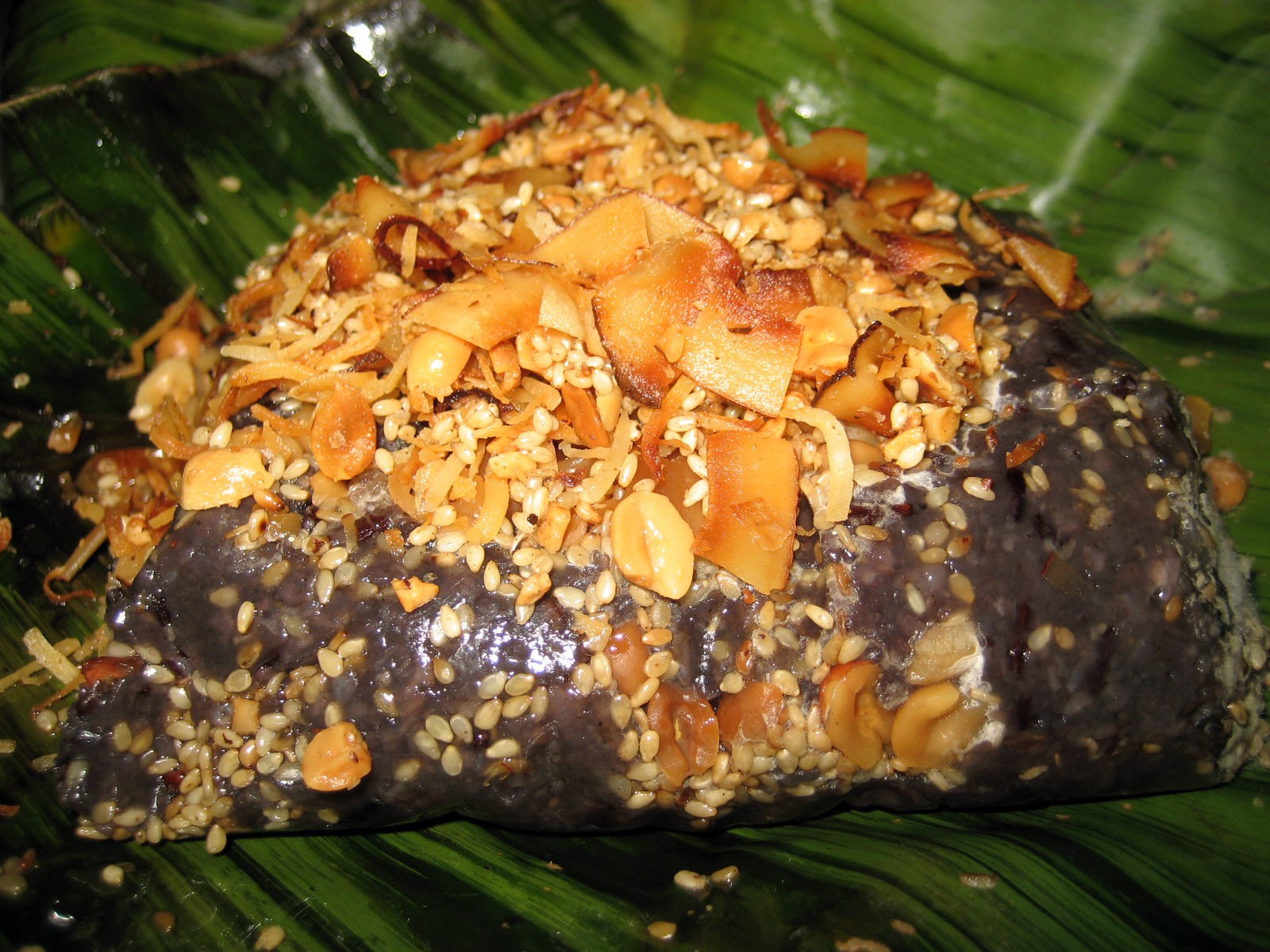
الأرز الدبق مع جوز الهند المقلي والفول السوداني المحمص والسمسم والزنجبيل
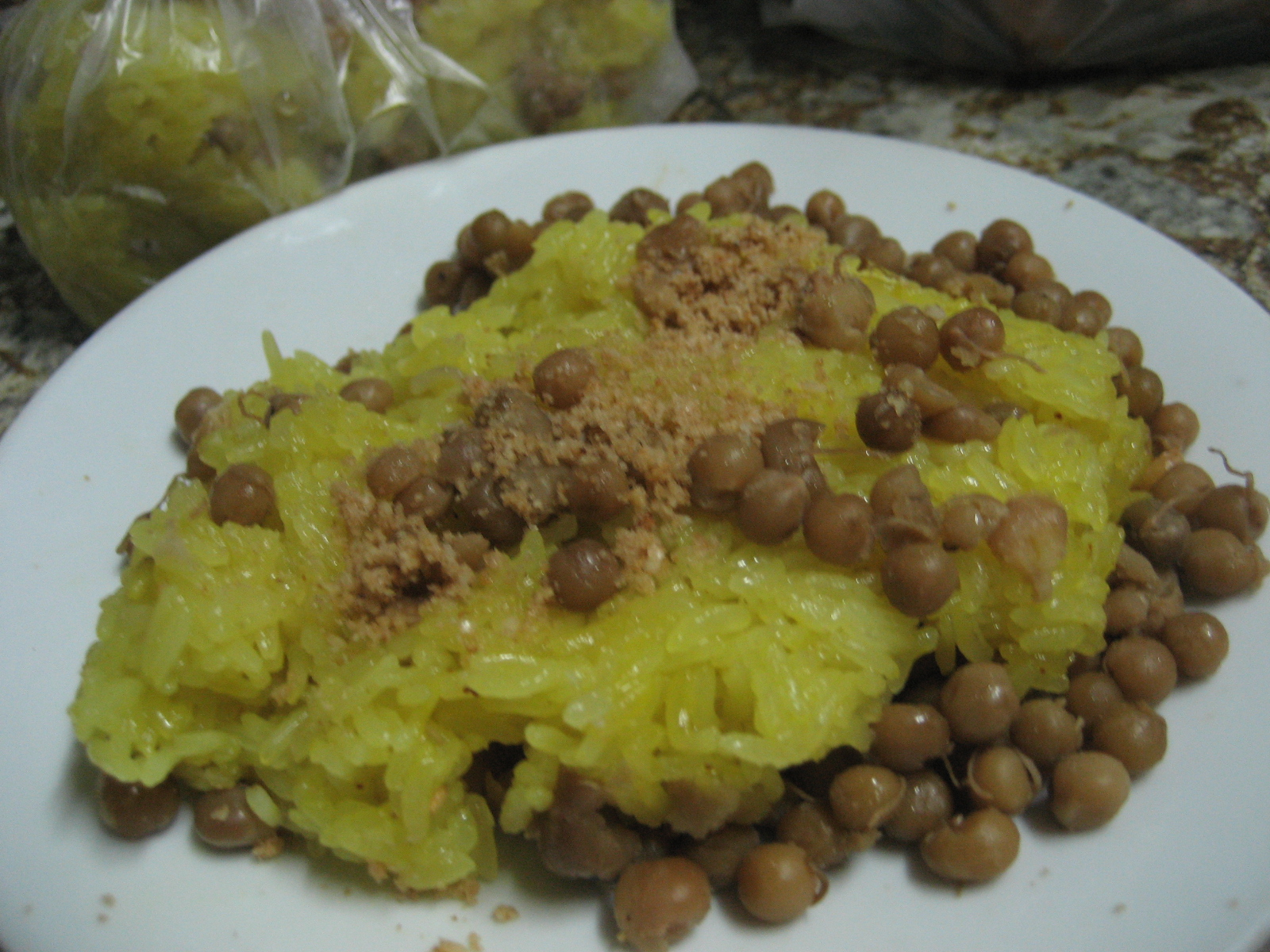
الأرز الدبق بالكركم مقدم مع بزلاء مسلوقة
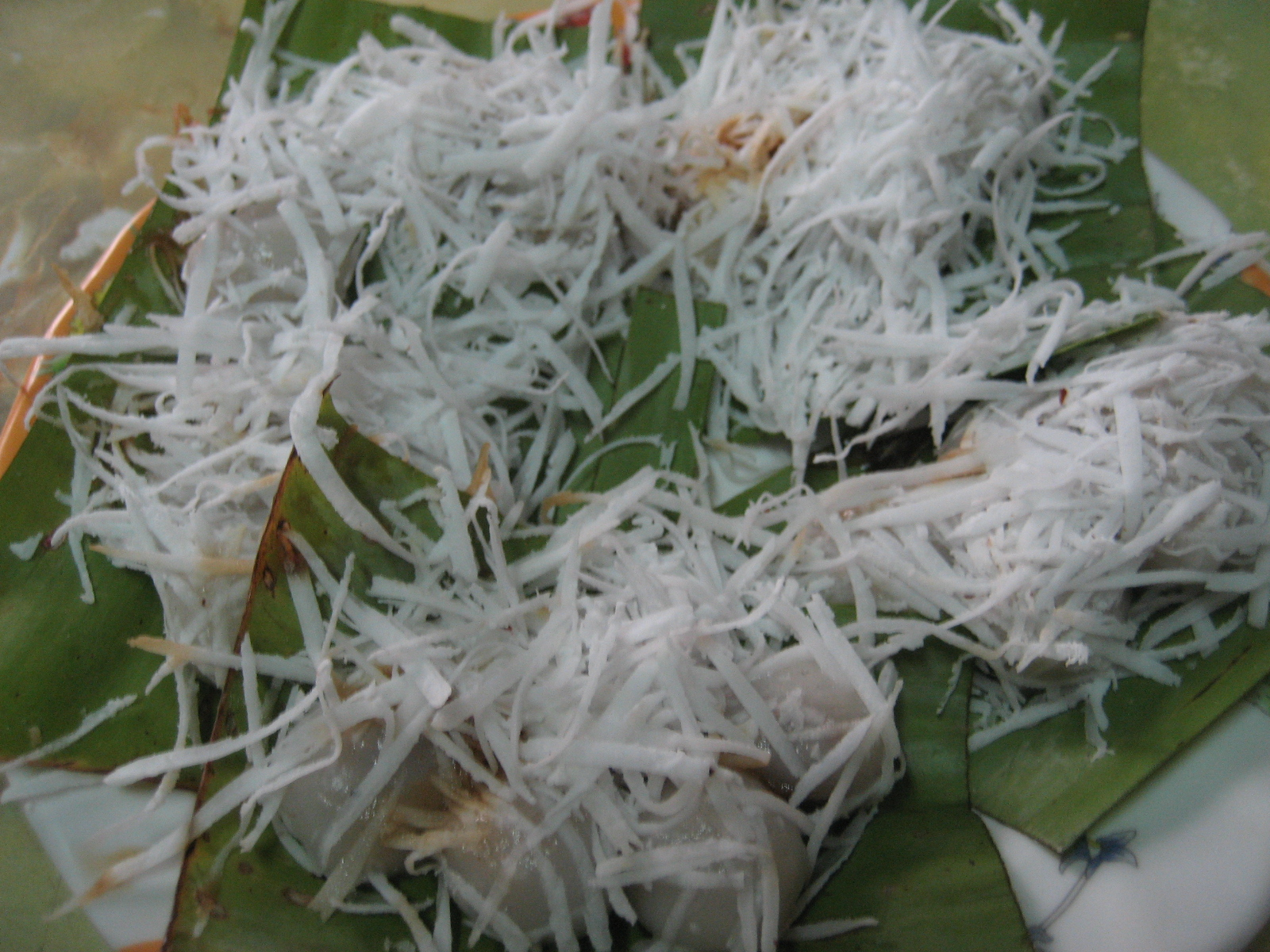
كرات أرز الدبق مع جوز الهند المبشور

## روابط خارجية
- A video about how to make sticky rice على يوتيوب